# 赫尔曼公园
赫尔曼公园（Hermann Park）是美国得克萨斯州休斯敦的一个占地445-英畝（180-公頃）的城市公园，位于博物馆区南端。公园位于得克萨斯医疗中心以北、莱斯大学以东。赫尔曼公园是许多文化机构的所在地，包括休斯敦动物园、米勒户外剧院、休斯顿自然科学博物馆和赫尔曼公园高尔夫球场，它于1954年成为美国第一个取消隔离的公共高尔夫球场之一。公园内还有玛丽·吉布斯和杰西·琼斯倒影池、许多花园，野餐区，和占地8-英畝（32,000-平方）的麦戈文湖。
赫尔曼公园是休斯顿最古老的公园之一，最初是1910年代初整体城市规划的一部分。 1914年，房地产投资者和企业家乔治·赫尔曼拥有该地区大部分土地，并担任该市的公园委员会成员，1916年将他的地产遗赠给休斯顿市，用作公共绿地。 1916年，著名的景观设计师乔治·凯斯勒完成了公园的总体规划，该计划在此后几十年中逐步实施。 最终，赫尔曼公园和莱斯大学是休斯顿城市美化运动的两个明确表达。
1922年休斯顿动物园的开业 和1943年，德克萨斯医疗中心的建立，从根本上改变了空间的范围和配置，尽管凯斯勒规划的重要元素—如从蒙特罗斯大道延伸的南北轴线依然存在， 由于缺乏资金和维修，赫尔曼公园在20世纪后半叶经历了一段被忽视的时期，促使在1992年成立非营利的赫尔曼公园保护协会。此后，协会已利用超过1.2亿美元的政府和社会资本合作，对公园进行翻新和改造。 如今，赫尔曼公园每年接待超过600万游客；休斯顿动物园是2016年美国参观人数最多的付费动物园（仅次于圣迭戈动物园），游客超过250万人次。

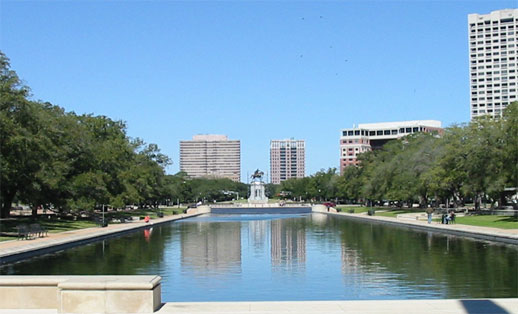
玛丽·吉布斯和杰西·琼斯倒影池和山姆·休士頓纪念碑
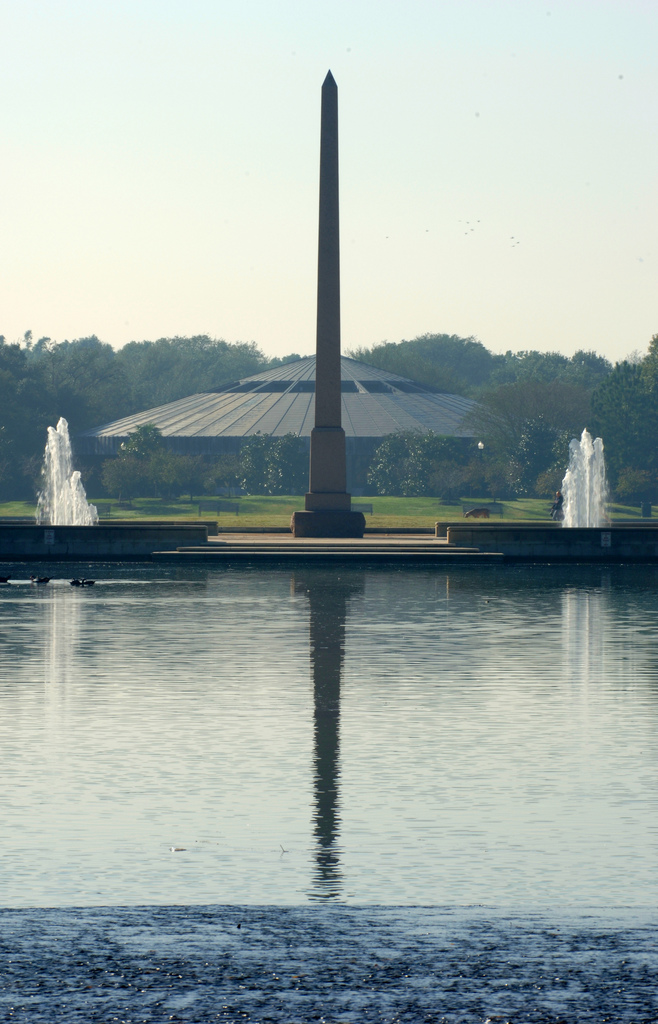
Pioneer Memorial
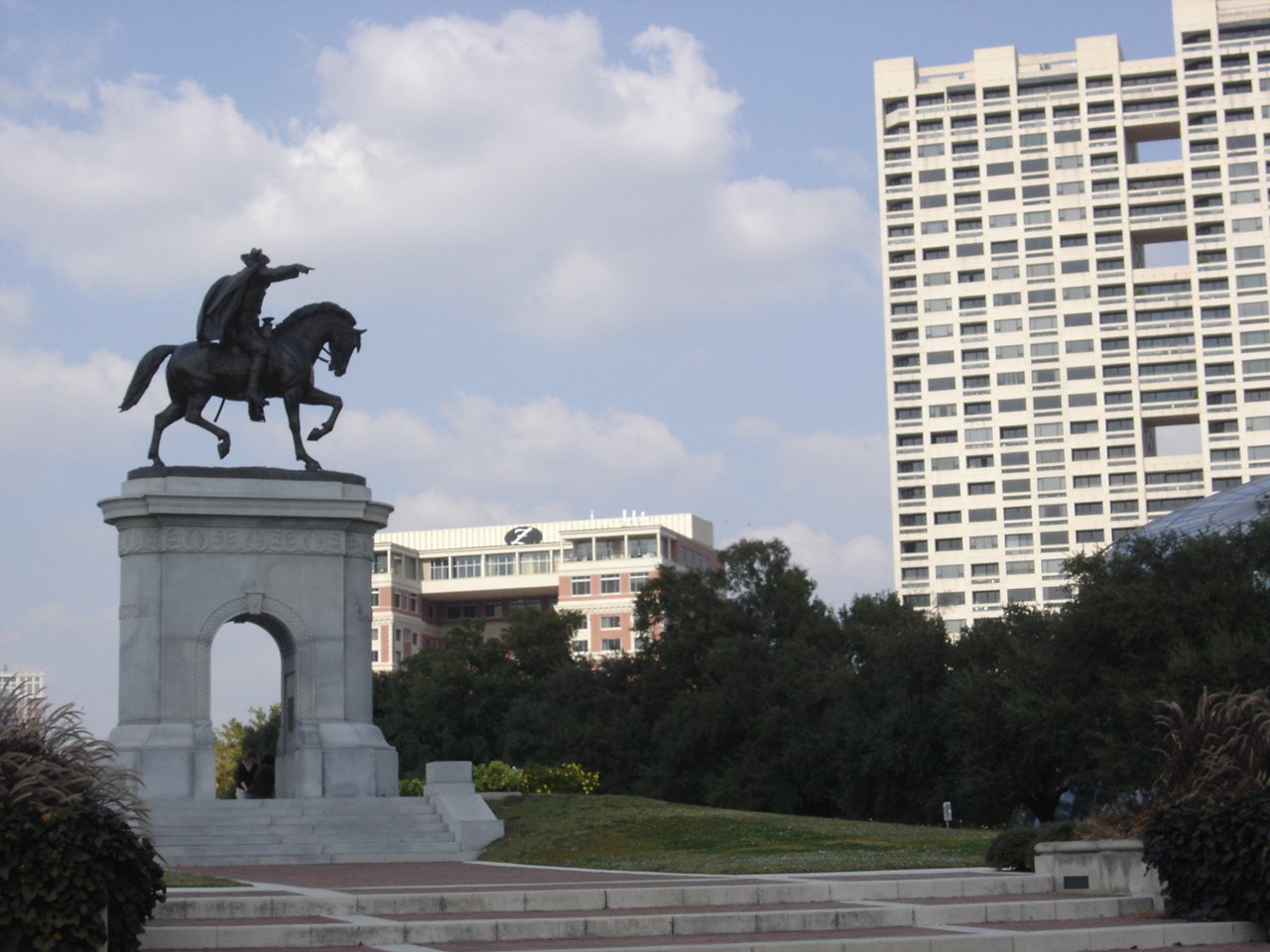
山姆·休士頓纪念碑
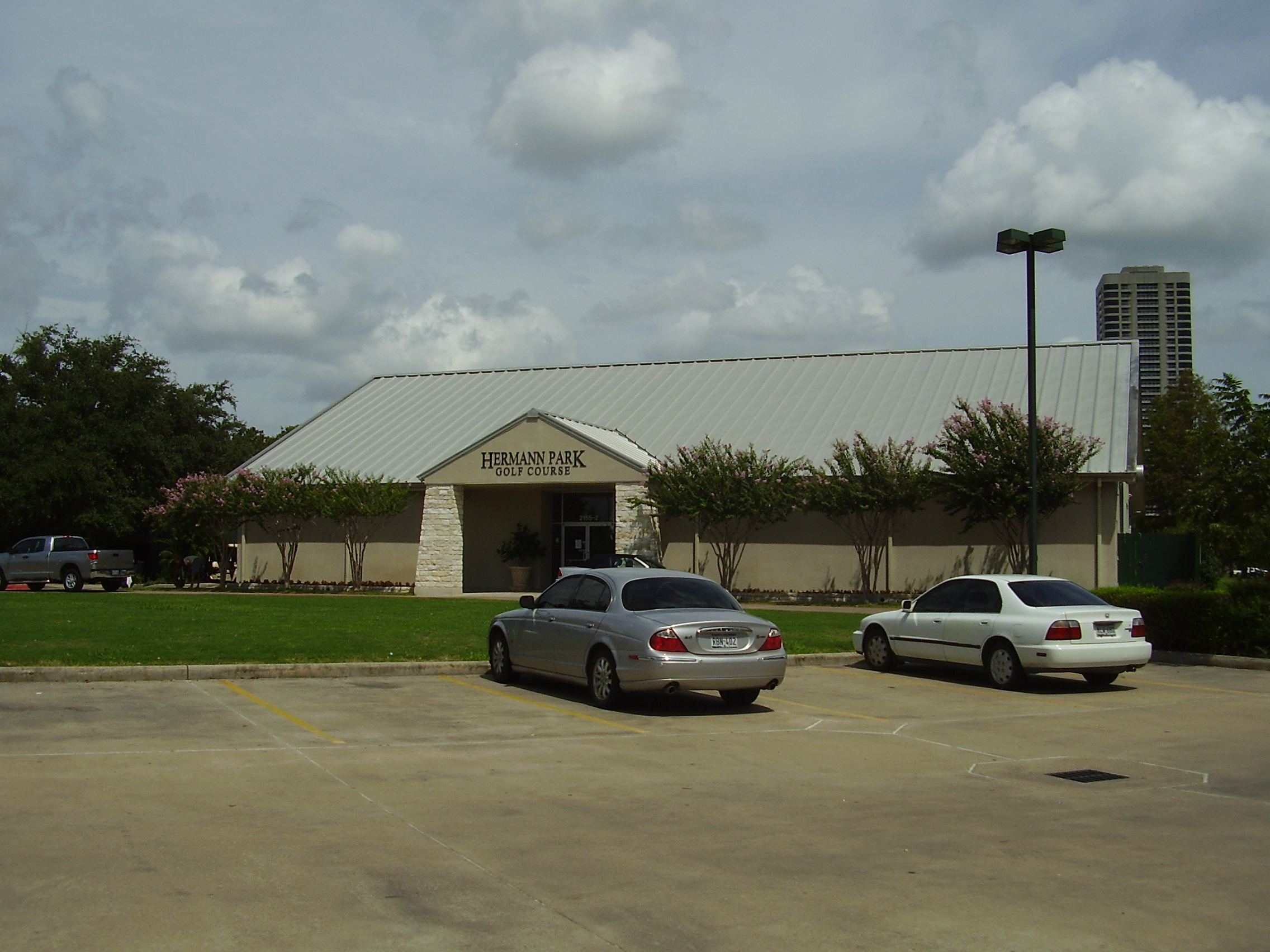
高尔夫球场
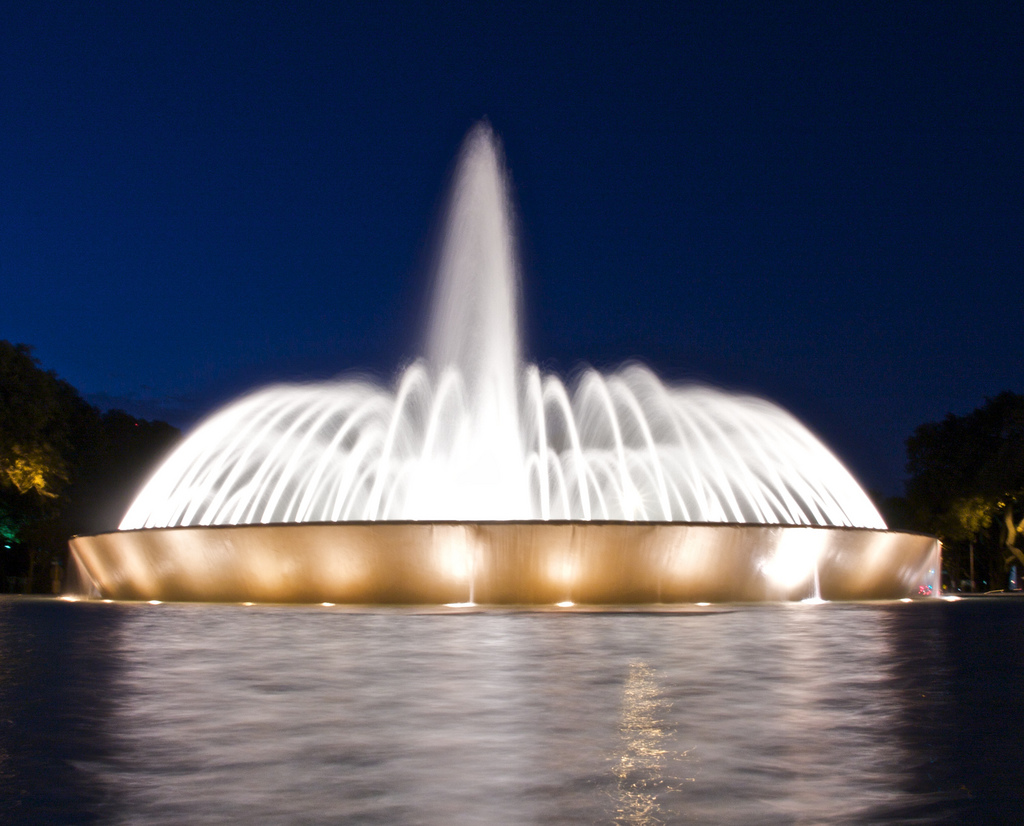
Mecom Fountain
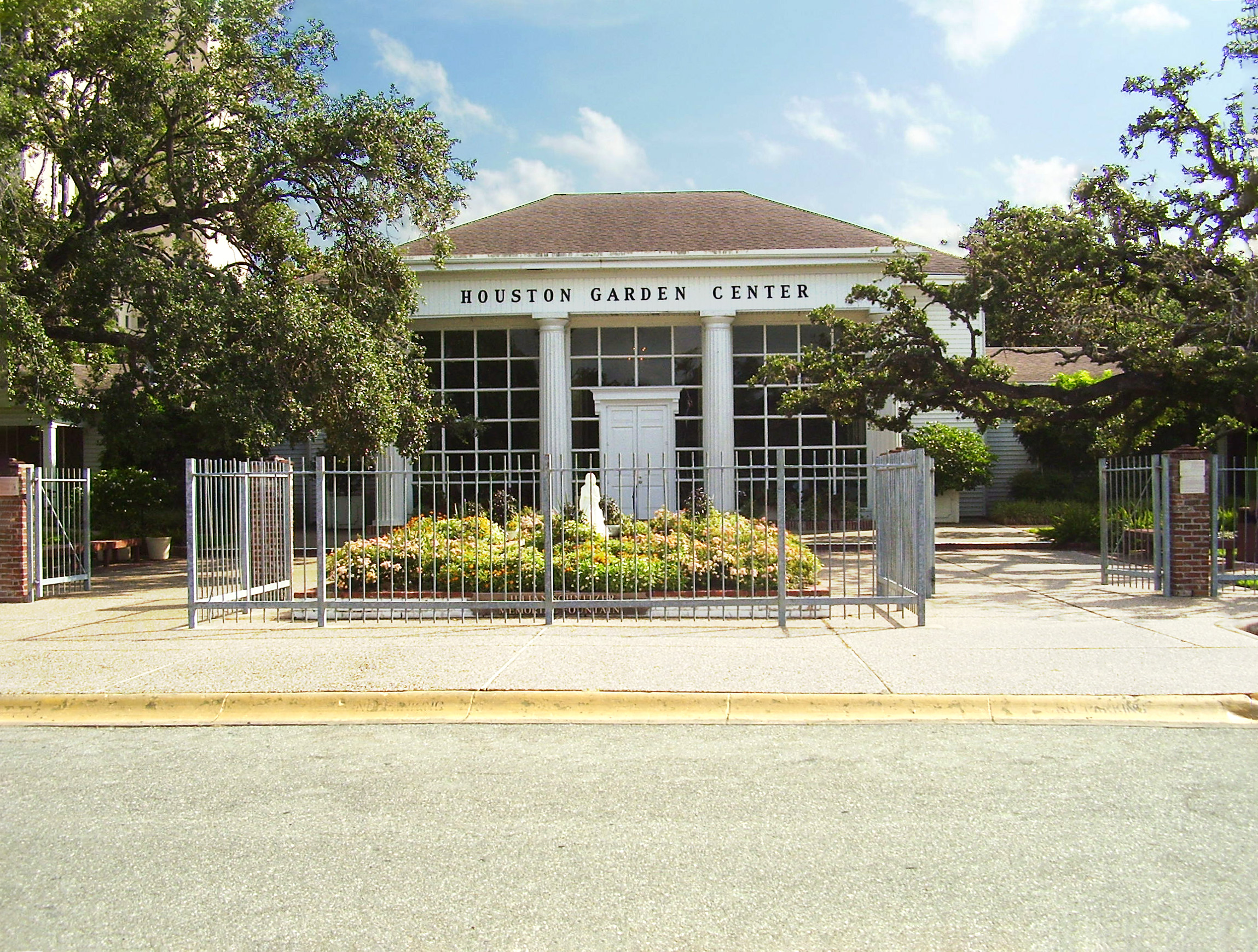
休斯敦花园中心
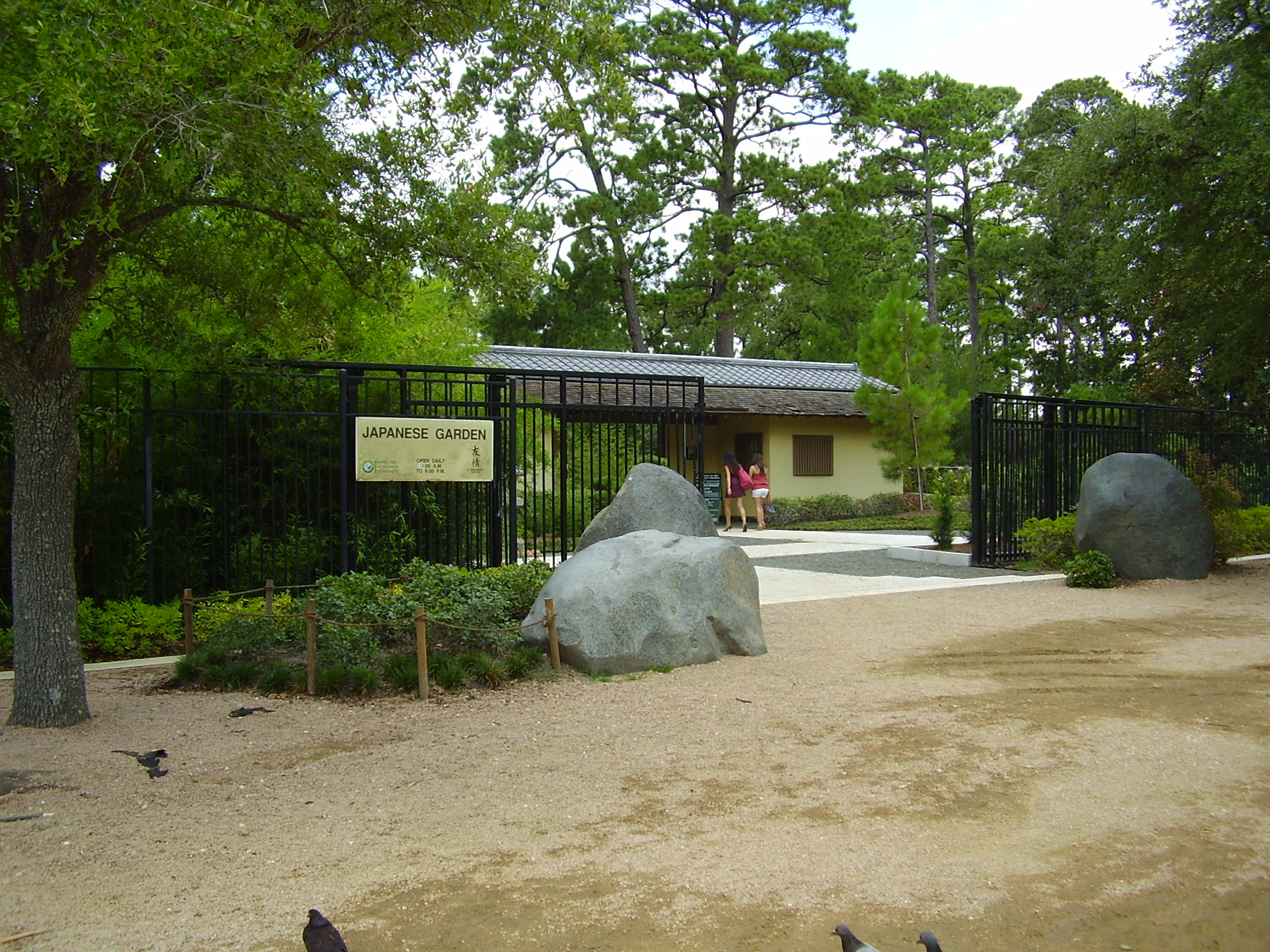
日本花园